# 선택적 촉매 환원
선택적 촉매 환원(選擇的觸媒還元, 영어: selective catalytic reduction, SCR)은 보통 낙스(NOx)라고 불리는 질소 산화물을 촉매의 도움으로 질소와 물로 전환시키는 여러 방법 중의 하나이다.  이 때 요소수라는 환원제를 배기 가스에 첨가하면 촉매로써 반응하게 된다.
현재 이 방법은 유로 6 디젤 배기가스 표준으로 사용되어 대형 트럭에 주로 이용되고 있다.

## 같이 보기
- 산성비
- 디젤 산화 촉매장치
- 요소수
- 환경공학